# 受虐癖

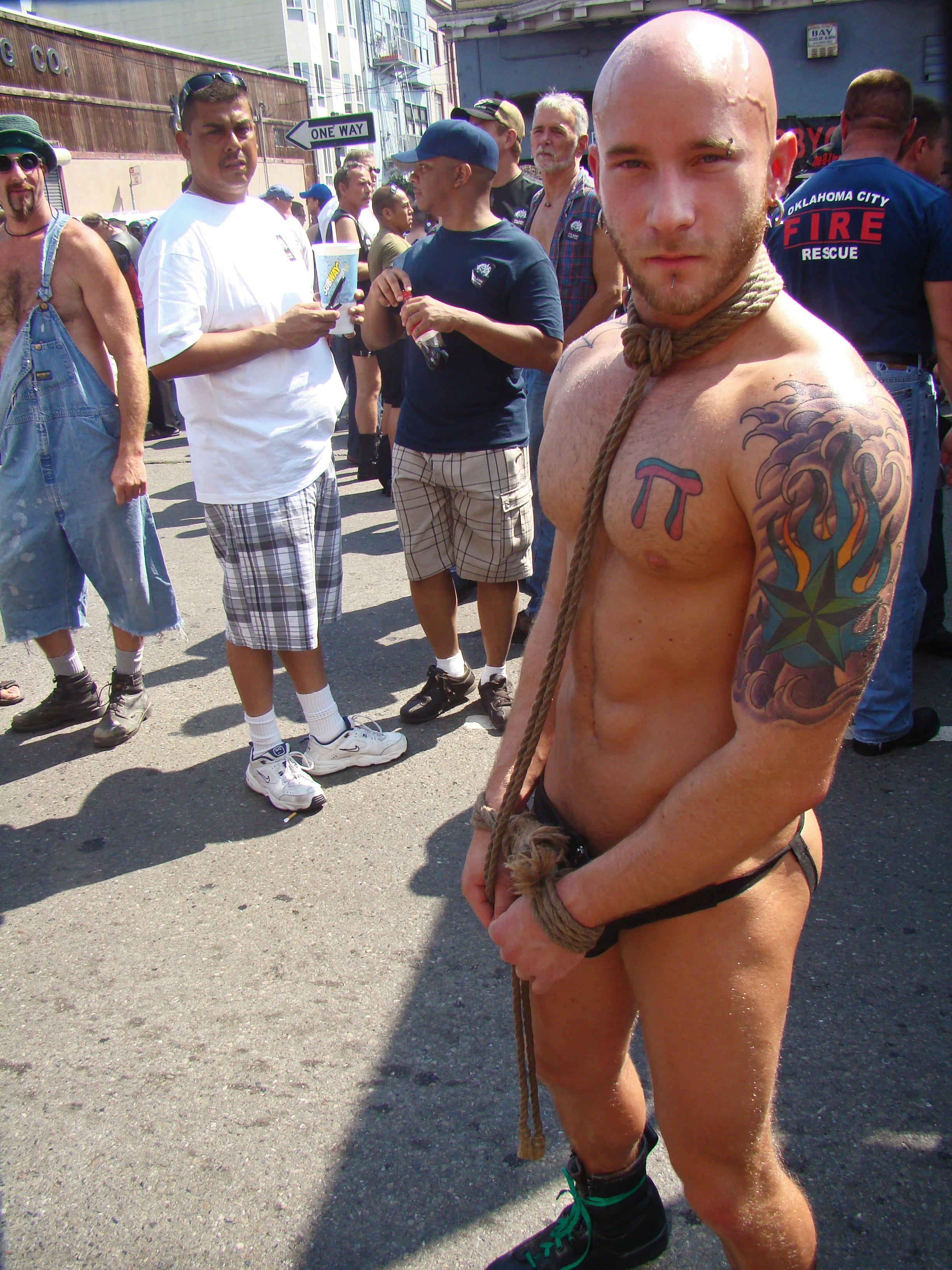
男男色情演员Drake Jaden扮演一名雙手受綑綁的受虐者

受虐癖（英語：masochism），是一種喜歡被性虐戀的嗜好。

## 方式
使自己遭受鞭打、捆綁、羞辱等，來獲得性興奮或快感，可屬一種性慾倒錯。

## 詞語由來
受虐癖的英語一詞是來自十九世紀作家马索克（Leopold von Sacher-Masoch）的名字，他的知名小說《穿裘皮的维纳斯》（Venus in Furs）也有大量的受虐癖題材。